# Begonia smithiana
Begonia smithiana là một loài thực vật có hoa trong họ Thu hải đường. Loài này được T.T.Yu ex Irmsch. mô tả khoa học đầu tiên năm 1951.